# 130314 Williamodonnell
130314 Williamodonnell este o planetă minoră (asteroid), cu un diametru de 7,038 km, din centura de asteroizi. A fost descoperită pe 11 martie 2000 la Catalina Station⁠(d) de Catalina Sky Survey. 
Obiectul prezintă o orbită caracterizată de o semiaxă mare de 3,1184933870741 UAi, o excentricitate de 0,1, o înclinație de 12,5 ° în raport cu ecliptica.